# 维西堇菜
维西堇菜（学名：Viola monbeigii）是堇菜科堇菜属的植物，是中国的特有植物。分布在中国大陆的江西、辽宁、江苏、浙江、安徽、云南、四川、吉林、河北、山东、陕西、甘肃等地，生长于海拔100米至1,200米的地区，一般生于林缘、山地阴坡草丛及山谷溪旁，目前尚未由人工引种栽培。

## 别名
多花堇菜（拉汉种子植物名称）、凤凰堇菜（东北草本植物志）